# Wegpunkt
Der Begriff Wegpunkt, abgekürzt WP (engl. waypoint), wird in der Geodäsie und bei Navigations-Geräten benutzt, die mehrere Positionen speichern können. Ein Wegpunkt ist eine (elektronische) Marke, die eine eindeutige Positionsangabe auf der Erde speichert. Neben den Koordinaten (Breitengrad und Längengrad) werden meistens auch noch weitere Informationen gespeichert; z. B. die Höhe oder die Qualität der Koordinate. Ein Wegpunkt kann mit einem Namen und einem Symbol versehen werden. In der Luftfahrt werden Wegpunkte Intersections genannt.

## Details
Einen „Wegpunkt erstellen“ wird auch als „Wegpunkt setzen“ bezeichnet. Ein Wegpunkt wird gesetzt, um die Position eines bestimmten Ortes zu markieren bzw. zu merken, z. B. bei einer Wanderung den Standort des Autos. Weitere Wegpunkte können durch Wegpunkt-Projektion ermittelt werden.
Aus mehreren Wegpunkten oder einer Wegpunktliste werden Routen erstellt.
Ein Track Log ist die Menge vieler Punkte, die den Verlauf einer zurückgelegten Strecke abbilden.
Wegpunkte können beispielsweise im GPX-Format gespeichert werden.
Wegpunkte können als Ziel dienen. Mit dem GPS-Gerät kann man sich die Richtung zum Wegpunkt und die Distanz anzeigen lassen. Mit dem Autopiloten kann man beispielsweise mit einem Schiff automatisch zum Wegpunkt fahren.

## Luftfahrt

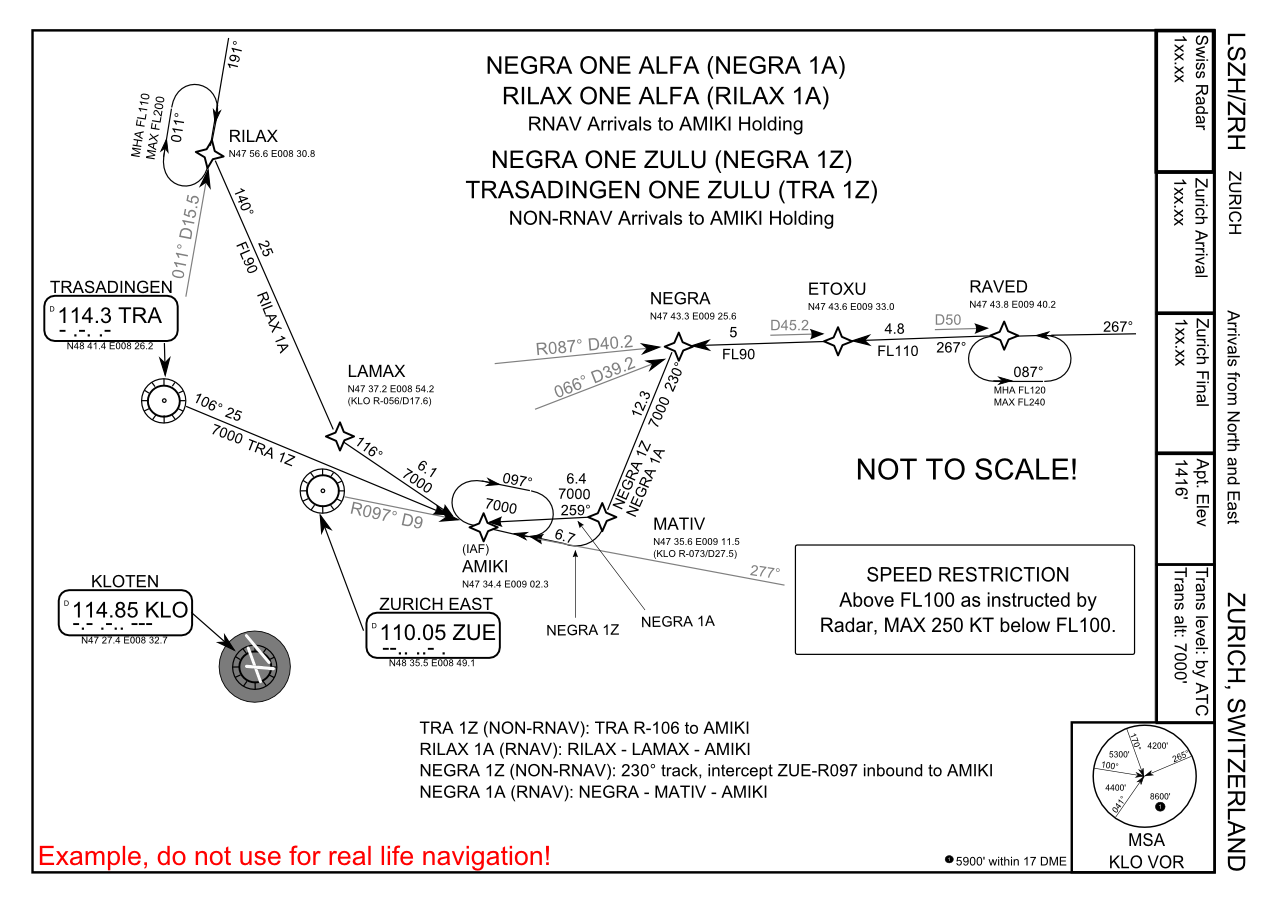
Verschiedene Wegpunkte und Routen zum Flughafen Zürich

In der Luftfahrt werden Wegpunkte benutzt, um Ab- und Anflugrouten (SIDs, STARs) sowie Luftstraßen zu definieren. Ein Wegpunkt kann dabei eine Funknavigationshilfe (VOR, NDB) selbst sein, durch die Funknavigationshilfen in der Region definiert werden (Intersection) oder durch bloße Koordinaten festgelegt sein. Je nach Ausrüstung des Flugzeuges kann zu einem Wegpunkt unterschiedlich navigiert werden. Der Wegpunkt NEGRA im Bild kann z. B. wie folgt angeflogen werden:
- Standardausrüstung: Das Flugzeug fliegt mit einem Steuerkurs von 267° auf das VOR TRASADINGEN zu. Wenn das Radial 66° von ZURICH EAST gekreuzt wird, ist der Wegpunkt erreicht.
- mit Hilfe des DMEs (Distanzmessung): Das Flugzeug fliegt mit einem Steuerkurs von 267° auf das VOR-DME TRASADINGEN zu. In einer Entfernung von 40,2 NM zum VOR-DME ist der Wegpunkt erreicht.
- mit GPS (Flächennavigation, RNAV): Das Flugzeug kann von jedem beliebigen Ausgangspunkt den Wegpunkt anfliegen.

Bei den ersten beiden Beispielen ist eine definierte Ausgangslage erforderlich, d. h. der Wegpunkt kann nicht von einem beliebigen Ausgangspunkt angeflogen werden. Bei der Flächennavigation (RNAV) sind die Koordinaten des Wegpunktes und des Flugzeuges bekannt und somit ein direktes Ansteuern von jedem beliebigen Punkt aus möglich.
Wegpunkte werden von der Flugsicherung des jeweiligen Landes veröffentlicht. Prinzipiell eignen sich aber alle Punkte, die wie oben festgelegt werden können, als Wegpunkte. Mithilfe der Flächennavigation lassen sich beliebige Wegpunkte programmieren und die Funknavigationshilfen werden nicht mehr oder nur noch zum Abgleichen benötigt. In modernen Flight Management Systemen sind bereits alle Wegpunkte mit Namen und Koordinaten gespeichert, sodass sie schnell durch Eingabe des Namens (im Beispiel oben NEGRA) in den Flugplan integriert werden können.
Beim Anfliegen eines Wegpunktes wird in der Regel bereits einige Kilometer vor dem Wegpunkt auf den Kurs zum nächsten Punkt gedreht (Fly-by Waypoint). Dies verhindert ein Überschießen der geplanten Route, was anschließende Kurskorrekturen nötig machen würde. Ist ein Überfliegen des Punktes gewünscht, spricht man von einem Fly-over-Wegpunkt.

## Seefahrt
In der Seefahrt werden Wegpunkte benutzt, um eine Route zu planen und zu fahren. Die Wegpunkte liegen in freiem Wasser mit für das Schiff ausreichender Wassertiefe. Sie werden so gesetzt, dass Hindernisse sicher umfahren, und Wind, Strömung und Seegang optimal genutzt werden. Je nach Wind- und Wetterprognose wird die Route auch während der Fahrt noch geändert. Der letzte Wegpunkt einer Route liegt meist vor einer Hafeneinfahrt, beispielsweise neben einer Ansteuerungstonne.
Eine komplette Route wird in einer Wegpunktliste beschrieben. Die einzelnen Abschnitte enthalten die Koordinate des vorhergehenden Wegpunktes, den zu steuernden Kurs und die direkte Distanz bis zum nächsten Wegpunkt, sowie dessen Koordinate. In der Seefahrt werden diese Daten meist elektronisch im NMEA-0183-Format gespeichert und können in der elektronischen Navigation verwendet werden, beispielsweise zur Steuerung eines Autopiloten oder zur Berechnung der Ankunftszeit und des Treibstoffverbrauches.